# مارموت
مارموت‌ها (انگلیسی: Marmot) سنجاب‌های زمینی بزرگی هستند که ۱۵ گونه از آن‌ها در آسیا، اروپا و آمریکای شمالی زندگی می‌کنند. این سنجاب‌های گیاه‌خوار تابستان‌ها فعال بوده و در فصل زمستان در زیر زمین به خواب زمستانی می‌روند. مارموت‌ها زندگی اجتماعی دارند و سنگین‌ترین اعضای خانوادهٔ سنجاب‌ها هستند.

## توصیف
مارموت‌ها جوندگانی بزرگ با پاهای کوتاه اما قوی و پنجه‌های پهن با مهارتِ در حفاری هستند. سر و دندان بزرگ مارموت برای خوردن انواع پوشش گیاهی مناسب است و بدنی سازگار با شرایط آب و هوایی سرد دارند. رنگ آنها غالباً از محیط اطرافشان متمایز است و بیشتر در رنگ‌های قهوه‌ای، قهوه‌ای متمایل به زرد، قهوه‌ای متمایل به قرمز، سیاه و خاکی یافت می‌شوند، این رنگ‌ها نسبت به محیط زندگی مارموت متمایز است؛ به‌طوری که مارموت‌های مناطق باز و دشتی کم‌رنگ‌تر و مارموت‌های مناطق جنگلی تیره‌تر هستند.
این جانور بزرگ‌ترین عضو خانوادهٔ سنجاب‌ها است و طول کلی آن معمولاً ۴۲–۷۲ سانتیمتر (۱۷–۲۸ اینچ) است (۱۰ تا ۲۵ سانتی‌متر دم) و وزن آن‌ها ۲ کیلوگرم در بهار (در گونه‌های کوچک‌تر) و ۸ کیلوگرم در پاییز است که در گونه‌های بزرگ‌تر گاهی به ۱۱ کیلوگرم نیز می‌رسد.

## زیست‌شناسی
مارموت‌ها در شمال مکزیک و در اوراسیا از کوه‌های آلپ اروپا تا شمال آسیای مرکزی، هیمالیا و شمال شرقی سیبری تا شبه جزیره کامچاتکا، فلات دئوسای در پاکستان و لاداخ در هند، یافت می‌شوند.
مارموت‌ها معمولاً در لانه‌های زیرزمینی حفر شده توسط خودشان زندگی می‌کنند و در طول زمستان نیز آنجا به خواب می‌روند. بیشتر مارموت‌ها زندگی بسیار اجتماعی دارند و از سوت‌های بلند برای برقراری ارتباط با یکدیگر استفاده می‌کنند مخصوصاً در هنگام خطر و برای هشدار دادن.
این جانوران از سبزی‌ها و بسیاری انواع علف‌ها، توت‌ها، گلسنگ‌ها، خزه‌ها، ریشه‌ها و گل‌ها تغذیه می‌کنند.

## زیرسرده‌ها و گونه‌ها
در زیر فهرستی از تمامی گونه‌های مارموتی‌ها که توسط تورینگتون و هافمن شناسایی شده‌اند به‌علاوهٔ زیرسدهٔ اخیراً توصیف‌شدهٔ M. kastschenkoi آمده است.  این گونه‌ها به دو زیرسرده تقسیم شده‌اند.
| زیرسرده      | تصویر | نام                    | نام مرسوم                                           | گستره                                                                                           |
| ------------ | ----- | ---------------------- | --------------------------------------------------- | ----------------------------------------------------------------------------------------------- |
| Marmota      |       | Marmota baibacina      | مارموت خاکستری یا مارموت آلتایی                     | سیبری                                                                                           |
| Marmota      |       | Marmota bobak          | مارموت استپ                                         | اروپای شرقی تا آسیای مرکزی                                                                      |
| Marmota      |       | Marmota broweri        | مارموت آلاسکا، مارموت براور یا مارموت رشته‌کوه بروکس | آلاسکا                                                                                          |
| Marmota      |       | Marmota camtschatica   | مارموت کلاه‌سیاه                                     | شرق سیبری                                                                                       |
| Marmota      |       | Marmota caudata        | مارموت دم‌دراز، مارموت طلایی یا مارموت قرمز          | آسیای مرکزی                                                                                     |
| Marmota      |       | Marmota himalayana     | مارموت هیمالیا یا خوک برفی تبتی                     | هیمالیا                                                                                         |
| Marmota      |       | Marmota kastschenkoi   | مارموت استپ جنگلی                                   | جنوب روسیه                                                                                      |
| Marmota      |       | Marmota marmota        | مارموت آلپی                                         | اروپا فقط در کوه‌های آلپ، کوه‌های کارپات، کوه‌های تاترا، شمال کوه‌های آپنینی، و معرفی مجدد در پیرنه |
| Marmota      |       | Marmota menzbieri      | مارموت منزبیر                                       | آسیای مرکزی                                                                                     |
| Marmota      |       | Marmota monax          | چوب‌شکن یا موش‌خرمای کوهی آمریکایی                    | کانادا و شرق می‌سی‌سی‌پی در شمال ایالات متحده                                                      |
| Marmota      |       | Marmota sibirica       | مارموت تارباگان، مارموت مغولی یا tarvaga            | سیبری                                                                                           |
| Petromarmota |       | Marmota caligata       | مارموت سپیدموی                                      | شمال شرقی آمریکای شمالی (آلاسکا، یوکان، بریتیش کلمبیا، آلبرتا، واشینگتن، مونتانا)               |
| Petromarmota |       | Marmota flaviventris   | مارموت شکم‌زرد                                       | جنوب غربی کانادا و غرب ایالات متحده                                                             |
| Petromarmota |       | Marmota olympus        | مارموت المپیک                                       | به‌صورت بومی در شبه‌جزیره المپیک، واشینگتن، ایالات متحده                                          |
| Petromarmota |       | Marmota vancouverensis | مارموت جزیره ونکوور                                 | به‌صورت بومی در جزیره ونکوور، بریتیش کلمبیا، کانادا                                              |

علاوه بر این، چهار گونهٔ منقرض‌شده از مارموت‌ها نیز از طریق فسیل‌های آن‌ها شناسایی شده‌اند:
- †Marmota arizonae (مارموت آریزونا)، آریزونا، ایالات متحده[۸][۹]
- †Marmota minor، نوادا، ایالات متحده[۱۰]
- Marmota robusta، چین= M. himalayana
- †Marmota vetus، نبراسکا، ایالات متحده[۱۱]

## تاریخچه و ریشه‌شناسی

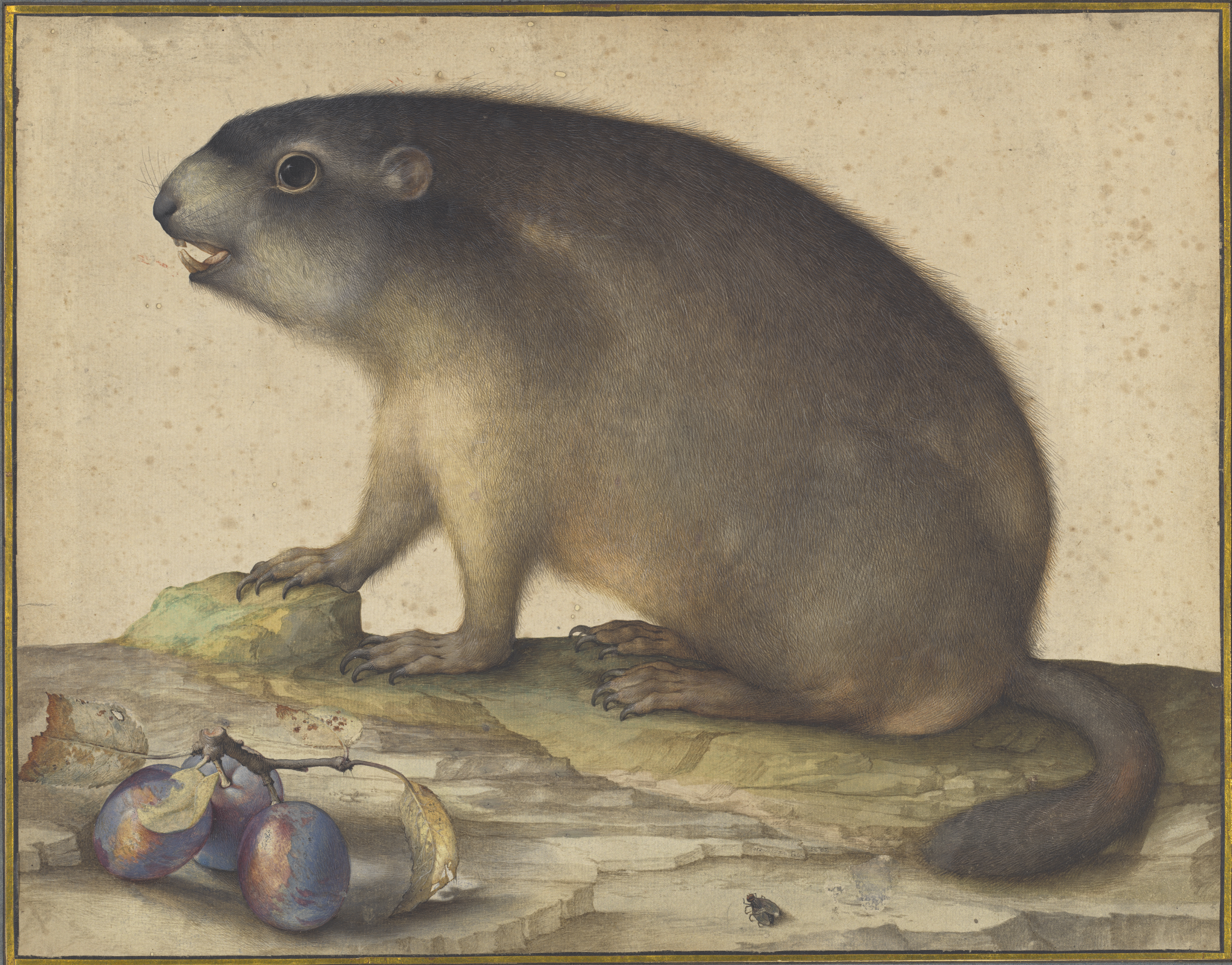
مارموتی با یک شاخه آلو، اثر یاکوپو لیگوتزی، ۱۶۰۵

مارموت‌ها از دوران باستان شناخته شده‌اند. پژوهشی توسط میشل پیسل، قوم‌شناس فرانسوی ادعا می‌کند که داستان «مورچهٔ جوینده طلا» که توسط هرودوت، مورخ یونان باستان در قرن پنجم پیش از میلاد گزارش شده است در مورد مارموت طلایی هیمالیا می‌باشد.
یک تصویر دقیق آناتومیک از مارموت در اوایل سال ۱۶۰۵ وجود دارد.